# Étienne Le Camus
Étienne Le Camus, né à Paris le 24 septembre 1632 et décédé à Grenoble le 12 septembre 1707, est un cardinal français, évêque de Grenoble de 1671 à sa mort.

## Biographie

### Jeunesse
Grâce à l'influence de son père, Nicolas Le Camus, conseiller d'État, Étienne Le Camus est très tôt attaché à la cour comme aumônier du roi, et jouit de l'amitié de l'évêque Bossuet. La Sorbonne fait de lui un docteur en théologie, alors qu'il n'a que dix-huit ans.
Le fait de côtoyer des hommes comme Benserade, Vivonne et Bussy, attire sur lui la colère de Mazarin et il est pour un temps exilé à Meaux. Rappelé grâce à l'influence de Colbert, il se retire en 1665 à l'abbaye de La Trappe avec l'abbé de Rancé, et passe de sa légèreté première à une ascèse qui le conduit finalement à l’abbaye de Port-Royal des Champs, influencée par le jansénisme.

### Épiscopat
Ordonné contre son gré évêque de Grenoble le 24 août 1671 en succédant à Pierre Scarron, il fait preuve de zèle dans la réforme des abus dans son diocèse. Après avoir visité pendant 18 mois de nombreuses paroisses de son diocèse, y compris les plus reculées dans le massif de l'Oisans, Étienne Le Camus décide de chasser plus de 60 curés. Il fonde dans le diocèse de Grenoble deux séminaires et plusieurs institutions de bienfaisance. Préoccupé de la formation des clercs, il érige également le grand séminaire de Grenoble en 1675, et rétablit la discipline dans les monastères qu'il juge insuffisamment stricts, notamment celui de Montfleury, près de Grenoble, où les dominicains mènent une vie fort mondaine.
Considérant les visites pastorales comme particulièrement importantes dans son ministère, il se rend environ onze fois dans les 300 paroisses qui le concernent, en 36 ans d'épiscopat.
Déjà très malade, il devait se rendre à Chambéry, le 20 aout 1707 pour une visite pastorale. A ceux qui s'inquiétaient, il répondit: "Un évêque est un soldat. laissez-moi mourir sur mon champ de bataille." Et il mourut peu après.
Dans l'affaire de la régale en 1682 il agit comme intermédiaire entre Rome et Versailles, et fait preuve de courage devant la toute-puissance de Louis XIV.

### Cardinal
Sa défense de la papauté attire l'attention du pape Innocent XI, qui le crée cardinal lors du consistoire du 2 septembre 1686 au lieu de François Harlay de Champvallon, archevêque de Paris et présenté par le roi. Ce dernier lui interdit jusqu'en 1689 de se rendre à Rome pour y recevoir les insignes de sa dignité. Son épiscopat est marqué par la révocation de l'édit de Nantes, il manifeste ouvertement sa désapprobation, mais gère son application sans violences ni contraintes s'opposant notamment à la pratique des dragonnades. En outre, le cardinal Le Camus s'oppose au quiétisme de Madame Guyon (plutôt protégée par Madame de Maintenon) contre laquelle il mène une campagne de calomnies. Il préface dans le sens de condamnation des écrits de Molinos l'ouvrage du général des Chartreux, Dom Innocent Le Masson, (publié anonymement), Sujets de méditations sur le Cantique des cantique....
Outre un « Recueil d'ordonnances synodales », il a laissé une « défense de la Virginité perpétuelle de la Mère de Dieu » (Paris, 1680), et de nombreuses lettres publiées par le père Ingold.
La publication de ses lettres personnelles par le père Ingold montre que, pour le cardinal Le Camus, le jansénisme est plus une question de sympathie personnelle et de discipline spirituelle que de principes doctrinaux.